# Densitometría ósea
La densitometría ósea (DXA o DEXA) es un estudio para determinar la densidad mineral ósea. Es un estudio indoloro y no invasivo.Se realiza con rayos x .Sirve para detectar y prevenir afecciones como la osteopenia que se debe a cuando la densidad mineral ósea es menor de lo normal pero no llega a ser una osteoporosis .La osteoporosis es una enfermedad donde los huesos se vuelven muy delgados y frágiles a posibles fracturas esto suele afectar a personas mayores .Cómo también sirve para detectar enfermedades en los huesos como la enfermedad de paget y valorar si el tratamiento de osteoporosis está siendo efectivo 
El test trabaja midiendo un hueso específico, o más, usualmente de la columna vertebral, cadera, antebrazo. La densidad de esos huesos es comparada con un valor promedio basado en edad, sexo, tamaño. La comparación de resultados se usa para determinar el riesgo de fracturas y el estado de osteoporosis en un individuo.
El aparato mide las imágenes y da una cifra de la cantidad mineral ósea por superficie. Las cifras normales de densidad mineral ósea (DMO) oscilan entre 0,97 y 1,28 g/cm². Si es menor de 0,97 hay una DMO escasa y el 0,97 es el llamado umbral de fractura (susceptible de sufrir una fractura patológica y de tratarlos con un tratamiento de calcificación).
El estudio de las densitometrías a lo largo de un periodo de tiempo determinado permite estudiar la evolución de la pérdida de calcio, elaborar un pronóstico y por lo tanto hallar el umbral de fractura, permitiendo los tratamientos preventivos correspondientes.
Densidad promedio mineral del hueso DPH = CMH / A [g/cm²]
- CMH = contenido mineral del hueso = g/cm
- A = ancho de la línea escaneada

La densitometría ósea es una prueba no dolorosa, no invasiva, en la que no se administra ninguna medicación. Para realizarla son necesarias dosis muy bajas de radiación.

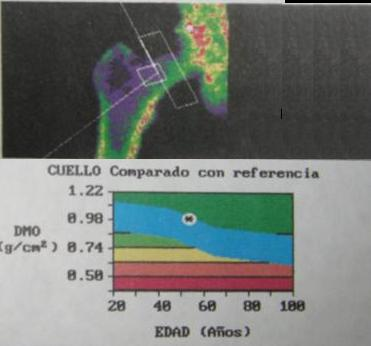

## Interpretación
Los resultados generalmente se expresan en dos medidas, el T-score y el Z-score. Los escores indican la cantidad de densidad mineral del hueso variando del promedio. Resultados negativos indican menor densidad ósea, y positivos mayor. 
| Categoría OMS (WHO) | Edad 50-64 | Edad > 64 | Total |
| ------------------- | ---------- | --------- | ----- |
| Normal              | 5,3        | 9,4       | 6,6   |
| Osteopenia          | 11,4       | 19,6      | 15,7  |
| Osteoporosis        | 22,4       | 46,6      | 40,6  |

### T-score
El T-score es una comparación de la DPH del paciente con el de una persona sana de 30 años del mismo sexo y etnia. Ese valor es usado en hombres y mujeres postmenopáusicas de más de 50 años, ya que hace mejor predicción del riesgo de futuras fracturas.

Los criterios de la Organización Mundial de la Salud son:
- Normal es un T-score de -1,0 o mayor
- Osteopenia se define a tan bajo como -1,0 y mayor que -2,5
- Osteoporosis se define como -2,5 o menor, significando una densidad ósea que es dos y medio las desviaciones estándar por debajo de la media de una mujer de 30 años.

### Z-score
El Z-score es el número de desviaciones estándar de un paciente con DPH diferente del promedio de DPH por su edad, sexo, etnia. Este valor es usado en mujeres premenopáusicas, hombres debajo de los 50, y en niños. También sirve para establecer si el paciente tiene un DPH tan bajo con respecto a su grupo etario que haga presumir alguna causa secundaria.